# Willi Holdorf
Willi Holdorf   (Blomesche Wildnis, 17 de febrer de 1940 - Achterwehr, 5 de juliol de 2020) fou un atleta alemany, especialista en el decatló, guanyador d'una medalla olímpica.
El 1964 va prendre part en els Jocs Olímpics d'Estiu de Tòquio, on va guanyar la medalla d'or en la prova del decatló del programa d'atletisme. Per aquest èxit va ser nomenat Esportista alemany de l'any 1964. El 1997 fou escollit membre del Comitè Olímpic Alemany i el 2011 va ser inclòs al Saló de la Fama de l'Esport Alemany. En el seu palmarès també destaquen el campionat alemany de decatló de 1961 i 1963 i el dels 200 metres tanques de 1962. El 1962 fou cinquè en la prova del decatló del Campionat d'Europa.
Es va formar com a electricista, però més tard va treballar com a representant d'articles esportius i entrenador, tant en atletisme com en futbol. Va entrenar els saltadors de perxa olímpics Claus Schiprowski, Reinhard Kuretzky i Günther Nickel, i més tard va dirigir l'equip de la Bundesliga alemanya SC Fortuna Köln. També fou subcampió en la prova de bob a dos del Campionat d'Europa de bobsleigh de 1973.
Era el pare de Dirk Holdorf, un jugador de futbol professional.

## Millors marques
- Decatló. 7.726 punts (1964)[4]